# Pangasius nasutus
Pangasius nasutus is een straalvinnige vissensoort uit de familie van de reuzenmeervallen (Pangasiidae). De wetenschappelijke naam van de soort is voor het eerst geldig gepubliceerd in 1863 door Bleeker.